# Vergezicht door drie bogen op de derde verdieping van het Colosseum
Vergezicht door drie bogen op de derde verdieping van het Colosseum (Deens: Udsigt gennem tre buer i Colosseums tredje stokværk) is een schilderij van Christoffer Wilhelm Eckersberg uit circa 1815. Het is waarschijnlijk het bekendste werk dat de kunstenaar in Rome maakte. Sinds 1911 maakt het deel uit van de collectie van het Statens Museum for Kunst in Kopenhagen. In 2006 werd Vergezicht door drie bogen op de derde verdieping van het Colosseum opgenomen in de Deense culturele canon.

## Geschiedenis
Van 1813 tot 1816 verbleef Eckersberg in Rome, waar hij voor het eerst in de buitenlucht ging werken. De stadsgezichten die hij schilderde zijn daardoor opvallend fris, levensecht en gedetailleerd. Het Colosseum was een van de plekken in de stad die hij op een groot aantal schetsen en schilderijen vastlegde. Na zijn terugkeer naar Kopenhagen in 1818 werd Eckersberg hoogleraar (en later directeur) aan de Koninklijke Deense Kunstacademie. Hij oefende grote invloed uit op zijn leerlingen, mede door zijn Romeinse werken waarmee hij hen liet kennismaken.

## Voorstelling
De drie bogen zijn met veel oog voor detail weergegeven; het verval waaraan het amfitheater ten prooi was gevallen is duidelijk zichtbaar. Ook de achtergrond is bijzonder nauwkeurig geschilderd. Het uitzicht is echter een constructie van de schilder, vanaf het Colosseum is het niet vanuit één punt te zien. Hij bracht de mooiste panorama's die het Colosseum te bieden had in een schilderij samen, waarbij de bogen als omlijsting dienstdoen. Wellicht ontleende hij dit motief aan zijn studie van renaissancemeesters zoals Rafaël.
In 1828 beschrijft de schilder in een catalogus wat er door de bogen te zien is: links resten van het Forum Romanum en de Santa Maria in Aracoeli in de verte, in het midden de Torre dei Milizie  aan de voet van het Quirinaal, rechts ten slotte de San Pietro in Vincoli.
Er zijn enkele voorbereidende tekeningen van Vergezicht door drie bogen op de derde verdieping van het Colosseum bewaard gebleven. Infraroodonderzoek heeft aangetoond dat zich onder het schilderij zelf ook een schets bevindt. Hoewel hij enkele kleine aanpassingen deed, zoals een extra rij stenen in de bogen, volgt Eckersberg zijn tekeningen in het algemeen nauwgezet.